# Leptogranulimonas
Leptogranulimonas es un género de bacterias grampositivas de la familia Atopobiaceae. Actualmente (2004) contiene una sola especie descrita: Leptogranulimonas caecicola. Fue descrito en el año 2022. Su etimología hace referencia a forma fina con granos pequeños. El nombre de la especie hace referencia al ciego del intestino. Es anaerobia estricta e inmóvil. Tiene un tamaño de 0,4-0,5 μm de ancho por 0,7-2,2 μm de largo. Catalasa y oxidasa negativas. Temperatura de crecimiento entre 30-45 °C, óptima de 37 °C. Forma colonias circulares, opacas, elevadas y de color cremoso. Tiene un genoma de 2 Mpb y un contenido de G+C de 58,7%. Se ha aislado de intestinos de  ratón. 